# Cârlibaba Nouă, Suceava
Cârlibaba Nouă (în germană Ludwigsdorf, în maghiară Radnalajosfalva) este un sat în comuna Cârlibaba din județul Suceava, Transilvania, România.

## Recensământul din 1930
Componența etnică a satului Cârlibaba Nouă
     Români (17,7%)
     Germani (64%)
     Evrei (17,7%)
     Maghiari (0,5%)
     Ruteni (0,1%)
Componența confesională a satului Cârlibaba Nouă
     Ortodocși (8,75%)
     Romano-catolici (69,6%)
     Mozaici (17,7%)
     Evanghelici\Luterani (2,8%)
     Greco-catolici (1,15%)
Conform recensământului efectuat în 1930, populația satului Cârlibaba Nouă se ridica la 628 locuitori. Majoritatea locuitorilor erau germani (64,0%), cu o minoritate de români (17,7%), una de evrei (17,7%), una de maghiari (0,5%) și una de ruteni (0,1%). Din punct de vedere confesional, majoritatea locuitorilor erau romano-catolici (69,6%), dar existau și ortodocși (8,75%), mozaici (17,7%), evanghelici\luterani (2,8%) și greco-catolici (1,15%).